# Nicolò da Voltri
Nicolò da Voltri est un peintre italien, né à Voltri, de nos jours un quartier de la ville de Gênes, qui a été actif à Gênes de 1394 à 1417. Il est considéré comme l'un des peintres les plus importants natifs de la Ligurie. 

## Biographie
Du cercle de Barnaba da Modena, Nicolò da Voltri est influencé par le peintre de l'école siennoise, Taddeo di Bartolo, qui est présent en Ligurie entre 1393 et 1398, puis par les peintres pisans entre 1410 et 1420.

## Œuvres
- Vierge à l'Enfant, San Donato, Gênes
- Fresques au Museo di Sant’Agostino, Gênes
- Fragment d'une prédelle au Museo dell'Accademia Ligustica di Belle Arti, Gênes
- Madonna della Costa, tondo, San Remo
- Vergine col Bambino, Santuario di Santa Maria Pia, Savone
- Madonna, Bambino e Santi, partie centrale d'un retable polyptyque, Nostra Signoria di Pia, Finale Ligure
- Saint Georges et le dragon, Santa Maria del Gesù, Termini Imerese (Sicile)